# КДЕ-163
КДЕ-163 (Кран залізничний дизель-електричний) — кран призначений для механізації вантажно-розвантажувальних і монтажно-будівельних робіт. В основному виконанні кран виготовляється з 15-метровою стрілою і гаком для навантаження штучних вантажів. За особливим замовленням з краном поставляються: вставка довжиною 5 м для подовження стріли; захват для лісу або грейфер з комплектом канатів; вантажний електромагніт з відповідним обладнанням. Крани з подовженою стрілою до 20 м можуть бути використані тільки для роботи з гаком.
Кран КДЕ-163 складається з самохідної чотирьохвісної платформи, поворотної рами, дизель-генераторної установки, робочих механізмів, кузова, кабіни управління, стріли і вантажозахоплювальних пристроїв.
Ходова платформа крана має два двовісні обмоторені візки ЦНИИ-ХЗ-0 і зварену раму з автозчепленням.
На поворотній рамі крана встановлені робочі механізми, дизель- генераторна установка, кузов, кабіна управління, опори стріли та порталу.
Рами ходової платформи та поворотна пов'язані між собою опорно-поворотним пристроєм.
Кабіна керування крана обладнана опаленням, вентилятором і склоочисником .
Дизель/генераторна установка ДГ75-3, яка служить джерелом електроенергії, складається з дизеля і генератора, водяного і масляного радіаторів і паливного бака. Робочими механізмами крана є вантажна і стрілкова лебідки, механізми повороту і руху, привід яких здійснюється від електродвигунів. Передбачена робота крана з живленням від зовнішньої мережі трифазного струму 380 В, 50 Гц за допомогою гнучкого кабелю.
Для транспортування в складі поїзда кран обладнаний автоматичним гальмом. При русі самоходом гальмування здійснюється колодковими гальмами механізмів пересування. Ручне гальмо призначене для гальмування на стоянці при виключених механізмах пересування.
Для транспортування крана необхідна додаткова платформа.

## Технічні характеристики
- Ширина колії — 1520 мм
- Габарит — 01-Т
- Час зміни вильоту стріли, с — 38
- Серійне виробництво з 1971 року
- Маса в робочому стані, т — 53,1

- Вантажопідйомність, кН(тс) при впильоті стріли 1,5 м:
  - на виносних опорах — 156,8(16)
  - без виносних опор — 98(10)

- Висота підйому, м: гака:
  - при вильоті стріли 15 м — 14,2
  - при вильоті стріли 20 м — 19
  - грейфера — 10
  - магніту — 13

- Швидкість підйому, м/хв: гака при вильоті стріли 15 м:
  - двома барабанами — 17,8
  - одним барабаном — 8,9
- при вильоті стріли 20 м:
  - двома барабанами — 26,8
  - одним барабаном — 13,4
  - грейфера і захвату для лісу — 53,7

- Швидкість руху, км/год:
  - робоча — 10,4
  - транспортна — 80

- Габаритні розміри, мм:
  - довжина по осях автозчеплення — 8240
  - ширина — 3120
  - висота (при опущеній стрілі) — 4455

- Найменший радіус прохідних кривих, м;
  - при русі самоходом — 50
  - при русі в складі поїзда — 200

- Дизель-генератор:
  - марка — ДГ75 М1-3
  - питома витрата палива, г/е.л. с.-г — 195
  - моторесурс дизеля, год — 10000
  - установча потужність тягових двигунів, кВт — 114